# Río Nimrodel
El Nimrodel es un río ficticio que forma parte del legendarium creado por el escritor británico J. R. R. Tolkien y cuya historia es narrada en la novela El Señor de los Anillos y en la colección de relatos Cuentos inconclusos de Númenor y la Tierra Media. Su nombre significa «señora de la gruta blanca» en sindarin y se trata de un afluente del Celebrant, que nace en las Montañas Nubladas en donde el bosque de Lothlórien se recuesta sobre las primeras estribaciones, al sur de Azanulbizar. 
Es un río de aguas torrentosas y oscuras, y en su curso hay varias cascadas. Recibe su nombre de una doncella elfa llamada Nimrodel, que vivía cerca del todavía arroyo y protagonizó una historia de amor con Amroth. Su recorrido termina al llegar a Lothlórien, donde desemboca en el Celebrant «en un torbellino entre las raíces de los árboles y pequeñas cascadas que provocan un arco iris cuando el sol las ilumina».